# Lasioglossum olgae
Lasioglossum olgae är en biart som först beskrevs av Rayment 1935.  Lasioglossum olgae ingår i släktet smalbin, och familjen vägbin. Inga underarter finns listade i Catalogue of Life.

## Bildgalleri

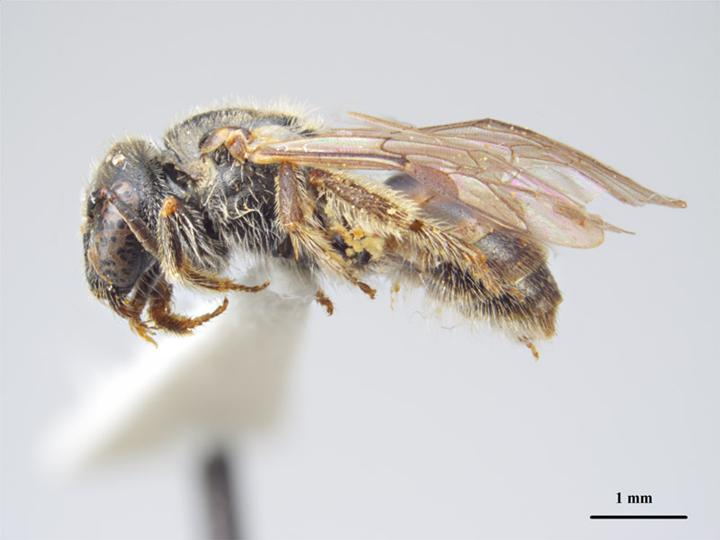
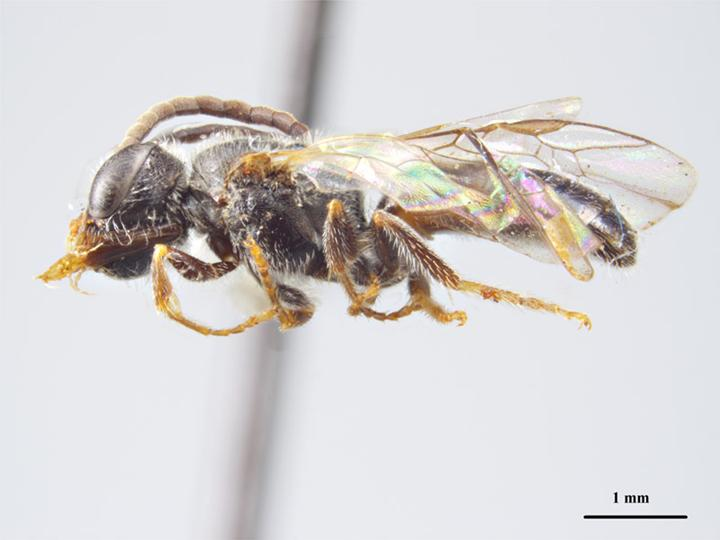